# Antoneta Kastrati
Antoneta Kastrati (ur. w Peciu) – kosowska scenarzystka i reżyserka mieszkająca w Los Angeles. Jej filmy były wyświetlane na festiwalach filmowych między innymi w Pusan i Toronto.

## Filmografia[1]
- Lone Wolf
- Ninulla
- Weddings and Diapers (2007)
- The Guardian (2010)
- The Kingdom of Coal (2012)
- She Comes in Spring (2013)
- Zana (2019)

## Nagrody[1]

### Za filmShe Comes in Spring
- najlepszy film krótkometrażowy na jednym z Tygodniu Filmów Albańskich w Nowym Jorku,
- nagroda publiczności na Międzynarodowym Festiwalu Filmowym w Williamsburgu
- Jena Tolerance Award na Celu L’art Film Festival,

### Za filmZana
- najlepszy film pełnometrażowy na Międzynarodowym Festiwalu Filmowym w Gáldar,
- nagroda specjalna jury na Międzynarodowym Festiwalu Filmowym dla Kobiet w Créteil,
- nagroda główna jury na SEEfest w Los Angeles,
- najlepszy film pełnometrażowy na Międzynarodowym Festiwalu Filmowym w Tiranie,
- nagroda od 3sat na Festiwalu Filmowym GoEast,
- nagroda publiczności na Festiwalu Filmowym GoEast,
- nominacja do Oscara,
- najlepszy scenariusz fabularny na Midpoint Feature Launch.

### Inne
- The Guardian jako najlepszy film dokumentalny na Albańskim Festiwalu Filmowym,
- specjalne wyróżnienie przez jury filmu Ninulla na Międzynarodowym Festiwalu Filmowym DokuFest w Prizrenie,
- The Young European Award za film Lone Wolf na Studenckim Międzynarodowym Festiwalu Filmowym Skena Up,
- Weddings and Diapers jako najlepszy film dokumentalny na ZagrebDox (2008),
- Best Green Dox dla filmu The Kingdom of Coal Międzynarodowym Festiwalu Filmowym DokuFest w Prizrenie (2012).

## Życie prywatne
Ma siostrę Sevdije.